# Langueux
Langueux is een gemeente in het Franse departement Côtes-d'Armor (regio Bretagne). De gemeente telde 7.947 inwoners op 1 januari 2022. De plaats maakt deel uit van het arrondissement Saint-Brieuc.
In de gemeente ligt het kasteel van Saint-Ilan.

## Geschiedenis
In Langueux werd zout gewonnen uit zee. De zoutziederijen verdwenen in de loop van de tweede helft van de 19e eeuw. In de plaats kwam industrie waaronder een baksteenfabriek (1864-1947). Vanaf de tweede helft van de 19e eeuw werd er ook ingezet op tuinbouw. De rijke grond en het zachte klimaat maken de streek geschikt voor het telen van groenten als kolen, uien en wortelen. Deze producten werden aanvankelijk per boot of per kar naar de omliggende gemeenten vervoerd, maar later ook via de spoorweg. In 1905 werd het station geopend op de lijn Saint-Brieuc–Moncontour en hiervoor werd tussen 1903 en 1905 het spoorwegviaduct van Douvenant gebouwd. Deze lijn werd gesloten in 1948. Sinds 1843 heeft de gemeente een tuinbouwschool.

## Geografie
De oppervlakte van Langueux bedroeg op 1 januari 2022 9,1 vierkante kilometer; de bevolkingsdichtheid was toen 873,3 inwoners per km².
De gemeente ligt aan de Baai van Saint-Brieuc, een baai met sterke getijdenwerking.
De onderstaande kaart toont de ligging van Langueux met de belangrijkste infrastructuur en aangrenzende gemeenten.

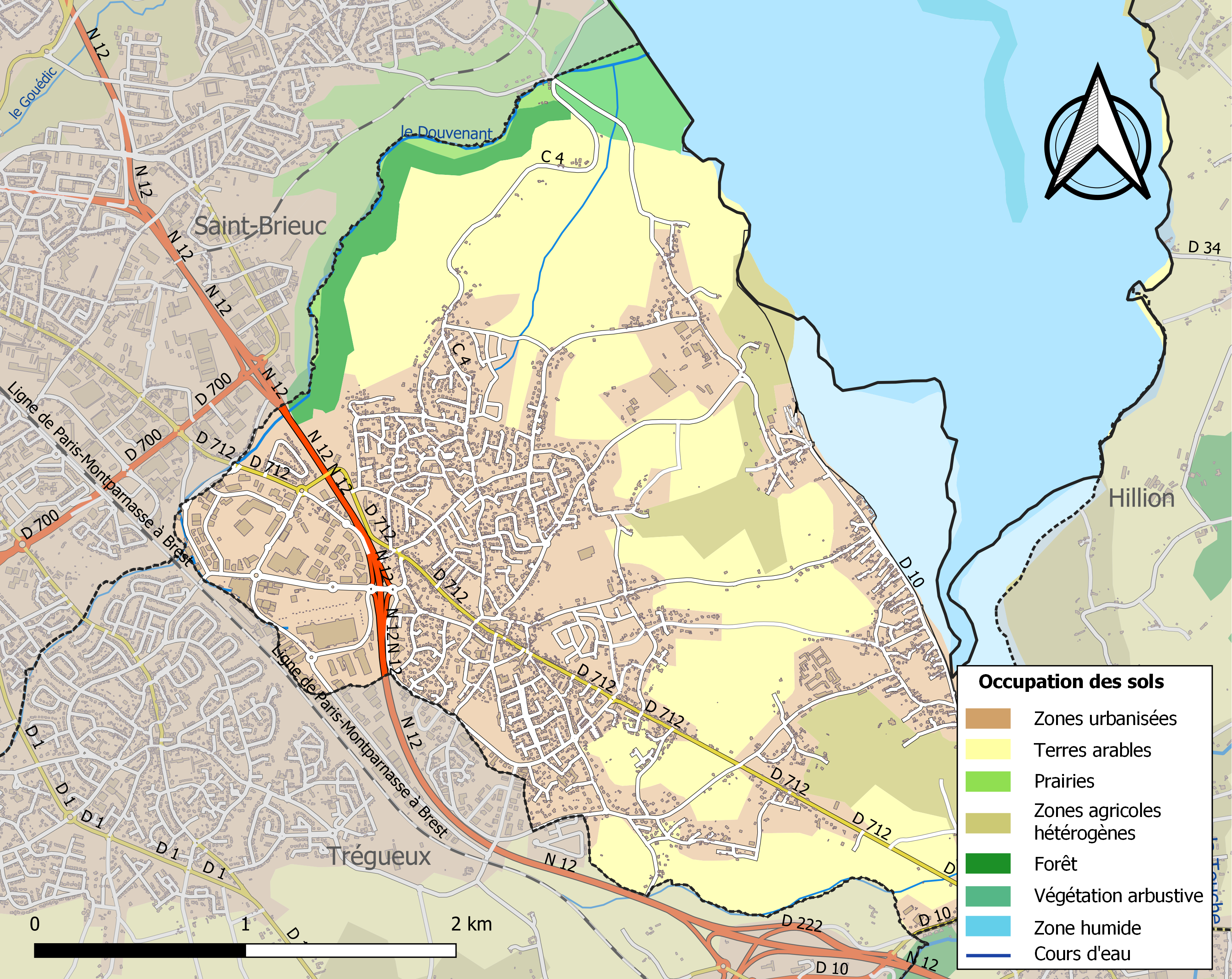

## Demografie
Onderstaande figuur toont het verloop van het inwonertal (bron: INSEE-tellingen).